# Made in USA
Made in USA je hudební album americké rockové skupiny Sonic Youth. Původně vyšlo jako soundtrack ke stejnojmennému filmu. Celé album bylo nahráno krátce po albu EVOL, tedy již v roce 1986, avšak nebylo vydáno až do roku 1995.

## Seznam skladeb
| Pořadí         | Název                   | Délka |
| -------------- | ----------------------- | ----- |
| 1.             | Mackin' for Doober      | 0:51  |
| 2.             | Full Chrome Logic       | 0:59  |
| 3.             | Secret Girl             | 2:55  |
| 4.             | Cork Mountain Incident  | 0:49  |
| 5.             | Moustache Riders        | 1:07  |
| 6.             | Tuck N Dar              | 3:40  |
| 7.             | Moon in the Bathroom    | 2:29  |
| 8.             | Thought Bubbles         | 2:25  |
| 9.             | Rim Thrusters           | 1:59  |
| 10.            | Lincoln's Gout          | 2:08  |
| 11.            | Coughing Up Tweed       | 1:17  |
| 12.            | Pre-Poured Wood         | 0:52  |
| 13.            | Hairpiece Lullaby 1 & 2 | 2:08  |
| 14.            | Pocketful of Sen-Sen    | 1:15  |
| 15.            | Smoke Blisters 1 & 2    | 2:33  |
| 16.            | The Velvet Plug         | 2:31  |
| 17.            | Giggles                 | 0:53  |
| 18.            | Tulip Fire 2            | 1:56  |
| 19.            | The Dynamics of Bulbing | 1:17  |
| 20.            | Smoke Blisters 3 & 4    | 3:20  |
| 21.            | O.J.'s Glove or What?   | 1:20  |
| 22.            | Webb of Mud 1, 2 & 3    | 2:51  |
| 23.            | Bachelors in Fur!       | 1:00  |
| Celková délka: | Celková délka:          | 42:35 |